# Biłki
Biłki (ukr. Білки, Biłky) – wieś na Ukrainie, w obwodzie winnickim, w rejonie ilinieckim.
Dzierżawcą wsi Biłki pod Daszowem, pełnomocnikiem ks. Adama Czartoryskiego był Ambroży Soroczyński herbu Jelita 3:

...Była to zacność i poczciwość chodząca, ale rządził się najczęściej fantazyami. Niezmiernie ciepłego serca, wylanego dla przyjaciół, nieraz dawał się wyzyskiwać tym, których przyjaciółmi swymi być mniemał, i nigdy tego nie żałował, a jeżeli czasem wspominał czem komu się przysłużył, dodawał: Niech Panu Bogu będzie niewymownie